# نهاركم سعيد
نهاركم سعيد هو برنامج صباحي سياسي لبناني يعرض على شاشة المؤسسة اللبنانية للإرسال.

## نبذة عن البرنامج
بدأ عرضه في العام 1996 كبرنامج صباحي منوع على شاشة المؤسسة اللبنانية للإرسال.
في أيلول عام 2002 عند إطلاق برنامج شاي ما بعد الظهيرة اقتصر عرض البرنامج اليومي نهاركم سعيد على ساعتين فقط، وقسم إلى الفقرة السياسية ومدتها حوالي ساعة ونصف الساعة، والفقرة الثقافية من طب ومعارض واصدارات... قدم الفقرة الصباحية كاتيا مندلق مي متى إلى جانب شربل راجي.
عام 2005 بعد الأحداث السياسية التي وقعت في لبنان بعد اغتيال الرئيس رفيق الحريري وسلسلة التفجيرات تم تحويل البرنامج إلى برنامج صباحي سياسي يعني بشؤون السياسية. عام 2012 توقف عرضه على ال بي سي الفضائية اللبنانية بعد استولاء الوليد بن طلال عليها وانفصال القناة الأرضية عن الفضائية ووقفه بث كافة برامج المؤسسة اللبنانية للإرسال ليتنقل بثه إلى قناة LDC التي أُطلقت فيما بعد

## مسابقة الكنز المفقود
هي فقرة ألعاب تتكون من شئ مخبئ في الصندوق وعلى المشاهدين معرفة ما هو من خلال ثلاثة اسئلة تحق لهم والمتصل يحزر الشئ الذي في الصندوق يحصل على جائزة قيمة.[بحاجة لمصدر]

## المقدون من 1996-2006
- مي متى
- ماغي عون
- ميراي مزرعاني
- هيام أبو شديد
- كاتيا مندلق
- شربل راجي
- جويل فضول الفقرة الزراعية
- جو غنام فقرة الأغراض المنزلية والتسوق
- إيلي ناكوزي الفقرة الثقافية
- مي شدياق الفقرة السياسية
- شذا عمر الفقرة السياسية

## المقدمون من 2012-2020
- ديما صادق
- بسام أبو زيد
- دوللي غانم
- دلال أبو حيدر
- ندى عزيز إندراوس
- ليال الإختيار
- يزبك وهبة
- مالك الشريف[3]

## المقدمون حاليا
- بسام أبو زيد
- ندى عزيز إندراوس
- يزبك وهبة
- مالك الشريف
- رنيم بو خزام
- هدى شديد
- مارون ناصيف